# Antigva in Barbuda
Antigva in Barbuda je otoška država v vzhodnem Karibskem morju, na meji z Atlantskim oceanom. Antigva in Barbuda sta del Malih Antilov; južno od njiju je otok Gvadelup, jugozahodno Montserrat, zahodno Sveti Krištof in Nevis, severozahodno pa Sveti Jernej.

## Demografija

### Etnične skupine
Antigva ima 93.219 prebivalcev, večinoma zahodnoafriškega, britanskega in madeirskega porekla. Etnično porazdelitev sestavlja 91 % temnopoltih, 4,4 % mešane rase, 1,7 % belcev in 2,9 % drugih (predvsem vzhodnoindijskih). Večina belcev je britanskega porekla. Preostanek prebivalstva sestavljajo krščanski levantinski Arabci ter majhno število vzhodnoazijskih in sefardskih Judov.
Vse večji odstotek prebivalstva živi v tujini, predvsem v Združenem kraljestvu, Združenih državah Amerike in Kanadi. Manjšina prebivalcev Antigve je priseljencev iz drugih držav, zlasti iz Dominike, Gvajane in Jamajke, vse pogosteje pa tudi iz Dominikanske republike, Svetega Vincencija in Grenadinov ter Nigerije. V Antigvi in Barbudi prebiva tudi približno 4.500 ameriških državljanov, kar pomeni, da je njihovo število eno največjih v angleško govorečih vzhodnih Karibih.

### Jeziki
Delovni jezik je angleščina. Barbudski naglas se nekoliko razlikuje od antigovskega.
V letih pred osamosvojitvijo Antigve in Barbude je bila standardna angleščina bolj razširjena od antigovske kreolščine. Višji in srednji sloji se na splošno izogibajo antigovske kreolščine. Izobraževalni sistem odvrača uporabo antigovskega kreolskega jezika in pouk poteka v standardni (britanski) angleščini.
Španščino govori približno 10.000 prebivalcev.

### Vera
Večina (77 %) prebivalcev Antigve je kristjanov, med katerimi je največ anglikancev (17,6 %). Druge prisotne krščanske denominacije so še: Cerkev adventistov sedmega dne (12,4 %), binkoštništvo (12,2 %), Moravska cerkev (8,3 %), rimskokatoličani (8,2 %), metodistična cerkev (5,6 %), Wesleyanska cerkev svetosti (4,5 %), Božja cerkev (4,1 %), baptisti (3,6 %), mormoni (<1,0 %) in Jehovove priče.